# Force It
Force It è il quarto album studio del gruppo musicale britannico UFO.

## Tracce
1. Let It Roll (Michael Schenker/Phil Mogg) – 3:57
2. Shoot Shoot (Schenker/Mogg/Pete Way/Andy Parker) – 3:40
3. High Flyer (Schenker/Mogg) – 4:08
4. Love Lost Love (Schenker/Mogg) – 3:21
5. Out in the Street (Way/Mogg) – 5:18
6. Mother Mary (Schenker/Mogg/Way/Parker) – 3:49
7. Too Much of Nothing (Way) – 4:02
8. Dance Your Life Away (Schenker/Mogg) – 3:35
9. This Kids (Schenker/Mogg) (including Between the Walls) (Schenker) – 6:13

### Formazione ufficiale
- Phil Mogg – voce
- Michael Schenker – chitarra
- Danny Peyronel - tastiera
- Pete Way – basso
- Andy Parker – batteria